# Samir Djouder
Samir Djouder, né le 29 mars 1981 à Tizi Ouzou en Algérie, est un footballeur algérien.

## Biographie
Samir Djouder est né le 29 mars 1981 à Tizi Ouzou un défenseur formé à la Jeunesse sportive de Kabylie. Il fait partie du groupe pro depuis 2000, et a gagné avec le club 2 championnat d'Algérie et 3 coupes de la CAF. Il s'en va en 2007 rejoindre le RC Kouba, où il restera une saison avant de retourner en Kabylie mais cette fois-ci au MO Béjaïa.

## Carrière
- 2002-2007 : Jeunesse sportive de Kabylie  Algérie
- 2007-2008 : Raed Chabab Kouba  Algérie
- 2008-2010 : Mouloudia olympique Béjaïa  Algérie[1]

## Palmarès
- Champion d'Algérie 2004 avec la Jeunesse sportive de Kabylie
- Vice-champion d'Algérie 2005 avec la Jeunesse sportive de Kabylie
- Finaliste de la Coupe d'Algérie 2004 avec la Jeunesse sportive de Kabylie
- Coupe de la CAF en 2000 avec la Jeunesse Sportive de Kabylie
- Coupe de la CAF 2001 avec

Jeunesse Sportive de Kabylie
- Coupe de la CAF 2002 avec

Jeunesse Sportive de Kabylie 